# Bononia
Bononia è il nome latino di Bologna (di probabile etimologia celtica) che la città assunse dopo l'occupazione dei Romani nel 189 a.C., quando il territorio fu strappato ai Galli Boi insediativisi nel IV secolo a.C. (ca. 358-54 a.C.).

## Toponimo
Alcuni ritengono che il termine latino sia una derivazione dal celtico bona ("luogo fortificato"), il quale trova riscontro in altri toponimi celtici (si vedano ad esempio Juliabona, odierna Lillebonne, Boulogne-sur-Mer, Boulogne-sur-Seine, Ratisbona, Vindobona, l'odierna Vienna, Banoštor in Serbia e Vidin in Bulgaria).
(Plinio il Vecchio, Nat. Hist., III, 15)

### Leggenda
Esiste anche una leggenda che narra di Felsino, discendente dell'etrusco Ocno (detto anche Bianore, lo stesso leggendario fondatore di Pianoro, Parma e Mantova, di cui parla anche Virgilio), che diede il nome alla città successivamente cambiato dal figlio Bono in Bononia.

## Storia

### Fase etrusca
Prima dell'Invasione celtica della penisola italiana, era una fiorente città etrusca, il cui nome era Felsina. Il toponimo si conservò fino alla conquista romana, e quindi anche durante l'occupazione celtica.

### Fase dell'occupazione celtica

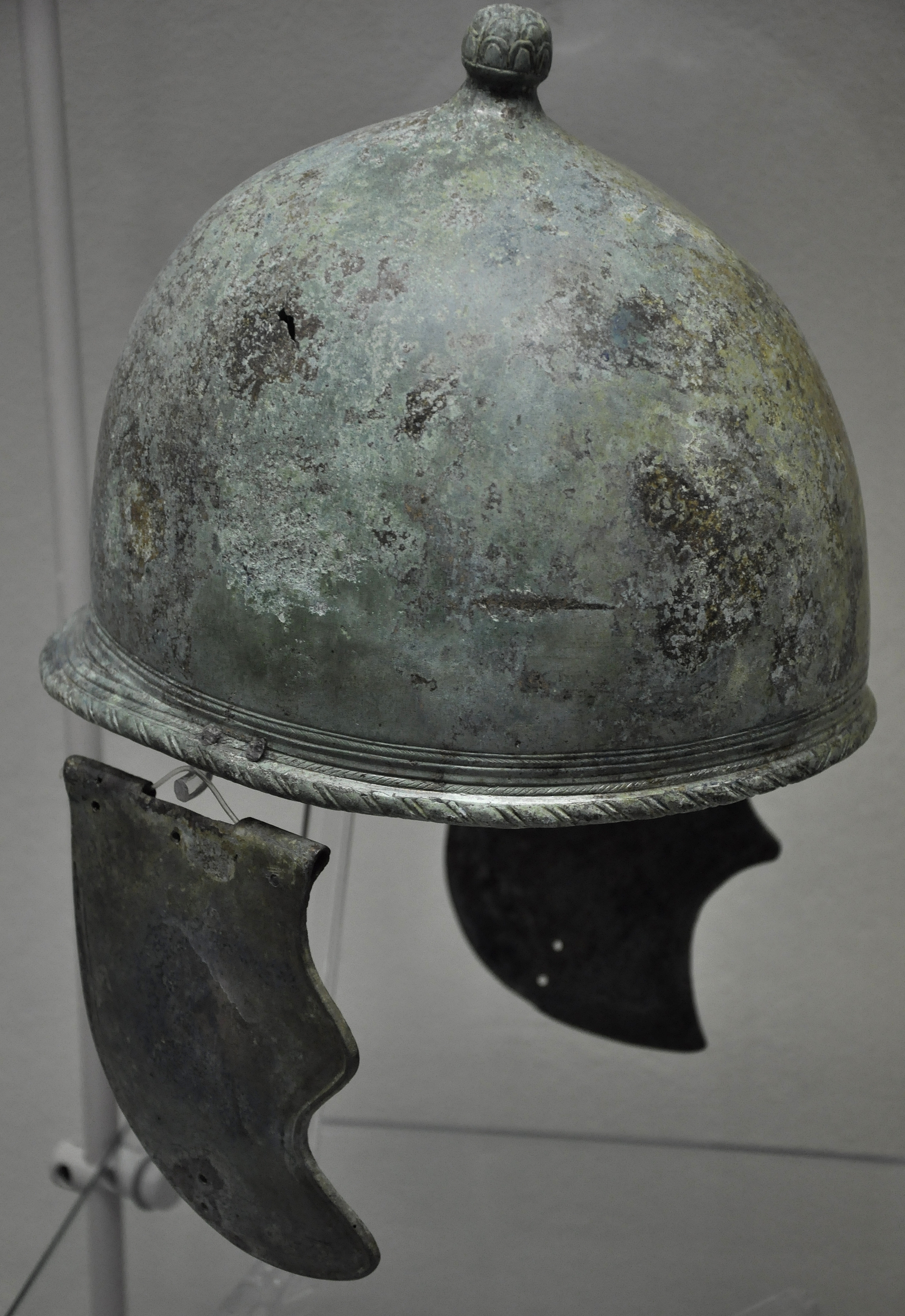
Elmo in bronzo dalla tomba 953 della necropoli Benacci, III sec. a.C.

Esistono pochissime testimonianze archeologiche, tutte funerarie, che testimoniano della fase di dominazione celtica nel IV e III secolo a.C.. Pertanto, l'importanza della città sotto la dominazione dei Boi può essere solo ipotizzata, sulla base del suo fiorente passato etrusco. Scavi volti a indagare la fase archeologica pre-romana del teatro romano di Bologna, testimoniano di contatti con la Repubblica romana intorno alla metà del III secolo a.C., una situazione simile a quella riscontrabile per Mutina, altro insediamento etrusco, corrispondente all'attuale Modena.
I ritrovamenti dalle necropoli, rivelano una duplice presenza etnica, in cui l'elemento celtico convive con quello etrusco, ciascuno conservando la tipicità dei propri rituali funerari: quello dei Boi prevedeva quasi sempre l'inumazione, con casi sporadici di incinerazione attestati solo dopo la fine del IV secolo a.C.. Sempre durante l'occupazione celtica, i corredi funerari rinvenuti permettono di delineare la presenza di un'élite militare il cui alto status è testimoniato dall'influenza di pratiche simposiache e di cura del corpo di derivazione ellenistica. L'incidenza di questa élite, pari a 1:7, è inferiore a quella riscontrabile nella necropoli di Monte Bibele, dove la componente guerriera incideva per un terzo (1:2). 
Gli scavi compiuti non sembrano indicare un'alta intensità di insediamento urbano dei Boi: questo, se da un lato contrasta con le notizie storiche che parlano di numerose tribù celtiche (112, secondo Catone, Origines), dall'altro è spiegabile con le specificità di insediamento dei Celti, con aggregazioni diffuse sul territorio (pianura e Appennino, in questo caso) e non particolarmente legate agli insediamenti di tipo urbano delle società mediterranee dell'epoca.

### Fase della conquista romana
(Tito Livio, Ab urbe condita, XXXIII, 37, 4)
Dopo la definitiva vittoria di P. Cornelio Scipione Nasica sui Galli Boi, il confine dell'Italia romana si spostò lungo la linea tracciata dalla via Emilia. Crebbe pertanto la necessità di istituire una colonia per difendere il nuovo confine. Con Senatus Consultum del 30 dicembre 189 a.C., il Senato di Roma deliberò la fondazione della colonia di Bononia, nello stesso luogo in cui sorgeva la città etrusca Felsina. 
(Tito Livio, Ab urbe condita, XXXVII, 57, 7)
In quanto colonia di diritto latino, Bononia era amministrata da magistrati locali e godeva di una certa autonomia amministrativa (fra cui l'esenzione dal pagamento di tributi a Roma), ma era comunque obbligata a fornire truppe a Roma in caso di guerra.
Alla fondazione di questa ed altre colonie nella zona emiliano-romagnola seguì la costruzione di una fitta rete stradale, tra cui la via Emilia, nata nel 187 a.C., voluta dal console Marco Emilio Lepido e Bononia divenne uno dei fulcri della rete viaria romana. 
Il centro fu notevolmente ampliato con diversi interventi monumentali quali la costruzione di un primo teatro, una basilica e un complesso templare. Nell'88 a.C., a conclusione delle guerre sociali, Bononia cambiò il suo stato giuridico: da colonia divenne municipio e i suoi cittadini acquisirono la cittadinanza romana, ascritti alla tribù Lemonia, uno dei trentacinque collegi elettorali.

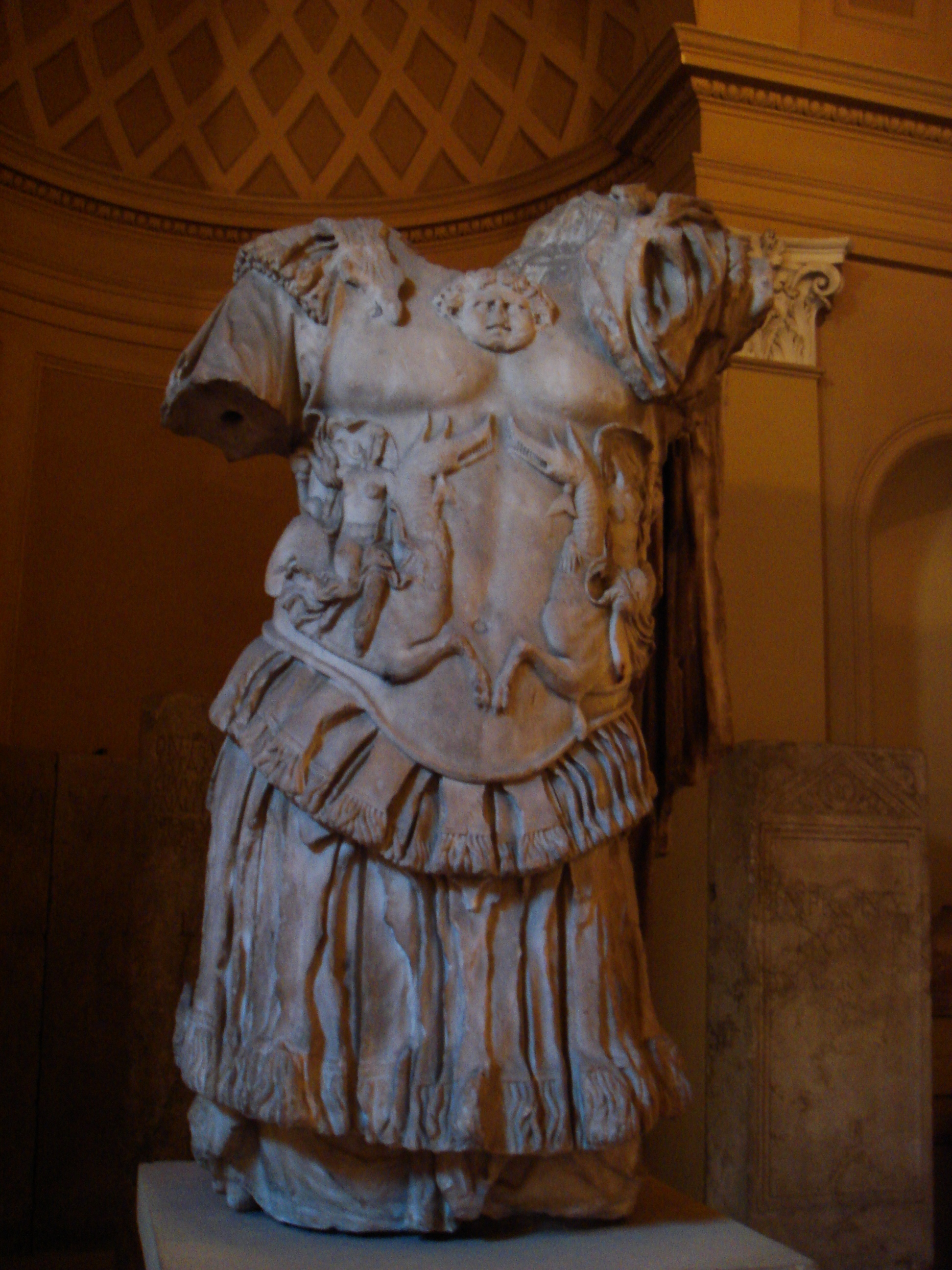
Frammento di statua probabilmente raffigurante Nerone, ritrovata presso il teatro romano (Via de Carbonesi), conservato al Museo Civico Archeologico.

Le guerre civili e la crisi politica che smossero la metà del I secolo a.C. segnarono di fatto la fine della repubblica e diedero avvio, con la morte di Cesare, ad una serie di fatti di guerra, alcuni dei quali si svolsero nella città di Bononia. In un'isoletta del fiume Reno nacque nel 43 a.C. il secondo triumvirato formato da Antonio, Lepido ed Ottaviano che promise grosse ricompense ai veterani. Bononia ne dovette accogliere un buon numero ed a costoro vennero assegnati terreni abbandonati in seguito alle guerre sociali. 
Svetonio racconta che nel 32 a.C., dopo che Marco Antonio venne dichiarato da Ottaviano nemico pubblico in occasione della guerra civile degli anni 44-31 a.C.:
(Svetonio, Augustus, 17.)

### L'età imperiale
In età augustea Bononia arricchì l'arredo urbano con oltre 10 chilometri di pavimentazioni stradali stabili. In quel periodo si costruirono anche le fognature e un acquedotto. Quest'ultimo convogliava le acque dal torrente Setta nei pressi di Sasso Marconi e le portava, come avviene tuttora, alle porte della città passando per Casalecchio di Reno con una galleria di 18 chilometri.
Sempre in quel periodo si rinnovarono tanto gli edifici pubblici, con largo uso di marmi, quanto quelli privati, in cui si diffuse l'uso del mosaico. Entrarono in funzione le terme, l'arena e sorsero le prime fabbriche di tessuti. Bononia era costruita in mattoni, selenite e soprattutto legno, e proprio a causa di ciò risultò gravemente danneggiata da un incendio nel 53 d.C. La città fu tuttavia subito ricostruita grazie all'interessamento di Nerone, il quale, fra l'altro, fece ampliare e abbellire il teatro.
L'assetto neroniano rimase largamente invariato fino alla media età imperiale. La crisi politica ed economica che colpì l'impero romano a partire dal tardo III secolo si fece sentire anche a Bononia: in questi anni non solo non si registrarono particolari attività edilizie rilevanti, bensì si verificarono diversi collassi strutturali e demolizioni, che risultarono in un definitivo abbandono di alcuni settori urbani.

### L'età tardoantica
La crisi economica e sociale che accompagnò la caduta dell'Impero Romano d'Occidente ebbe gravi ripercussioni sulla città, che si spopolò, portando all'abbandono di ampie aree precedentemente urbanizzate, principalmente a ovest e a nord dell'abitato. La città si ritrasse in un'area assai ristretta di circa 20 ettari, racchiusa dalla cosiddetta cerchia di selenite. Questa comprendeva l'area fra le attuali piazze Galileo e Roosevelt (a ovest), il torrente Aposa e l'attuale piazza di porta Ravegnana (a est), le vie Farini e Carbonesi (a sud) e la cattedrale di San Pietro (a nord). Le zone della città romana abbandonata vennero gradualmente spoliate dei materiali di costruzione, per poi divenire aree agricole. Le fonti dei secoli XI e XII indicano tali zone come "civitas rupta antiqua".

## Struttura urbanistica

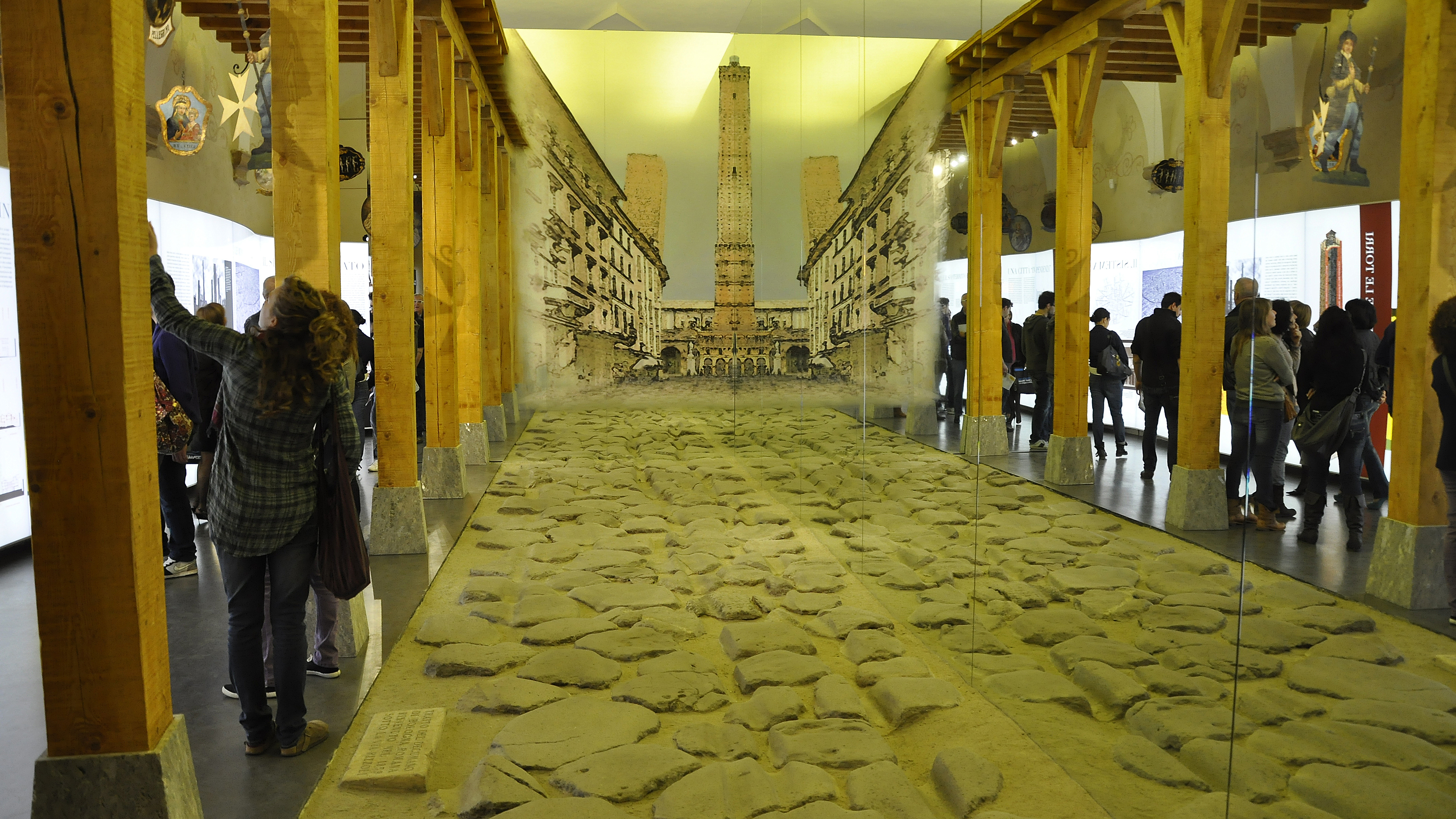
Tratto del decumano rinvenuto sotto via Rizzoli, parte del percorso di visita del Museo della storia di Bologna

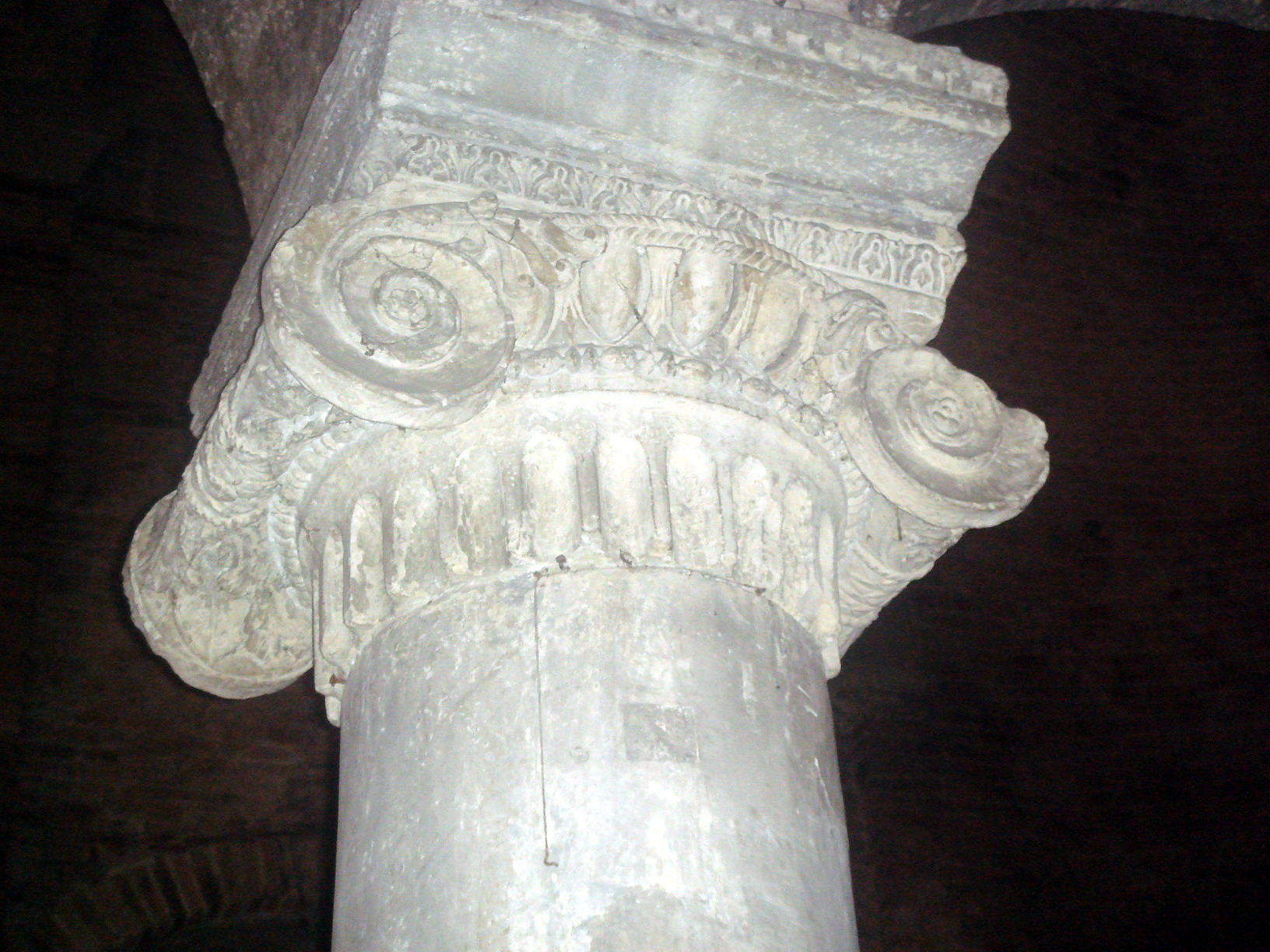
Capitello romano di reimpiego nella basilica dei Santi Vitale e Agricola

La struttura urbanistica di Bononia seguiva il classico modello reticolato romano ed è facilmente riscontrabile anche oggigiorno. Il cardine massimo (strada principale da nord a sud) era l'odierno tratto da via Galliera a via Val d'Aposa, che si incrociava con il decumano massimo (strada principale da est a ovest), l'odierno tratto da via Rizzoli a via Ugo Bassi. Il decumano massimo era il tratto della via Emilia che attraversava la città di Bononia. Parallelamente alle due strade principali furono tracciati sette cardini e nove decumani i quali, incrociandosi, formavano degli isolati rettangolari al cui interno si costruivano le abitazioni e gli edifici pubblici.
Il foro cittadino si trovava nell'area di incrocio dei due principali assi viari, probabilmente nei pressi dell'attuale Palazzo Comunale, dove vi era anche una basilica (tuttora parzialmente visibile nei sotterranei della Sala Borsa). Il ritrovamento di basamenti in selenite di due templi (uno di età repubblicana e uno di età imperiale) nei pressi di via Porta di Castello suggerisce la presenza di un'area sacra a nord del foro. Ad ovest di quest'ultima vi era invece il macellum, ovvero il mercato principale della città (oggi sotto l'Hotel Baglioni, fra via Indipendenza e via Manzoni). Il teatro si trovava in posizione leggermente periferica, nell'angolo sud-occidentale del perimetro cittadino, oggi fra via dei Carbonesi e via Val d'Aposa. 
A partire dall'età augustea si venne a sviluppare una periferia (suburbio) all'esterno del perimetro urbano, di natura sia residenziale che produttiva, sintomo di uno sviluppo economico e demografico. Qui si trovavano, secondo la tradizione romana, anche zone funerarie e un anfiteatro (presumibilmente presso l'attuale chiesa dei Santi Vitale e Agricola in Arena). Successivamente, nel luogo dove oggi si trova la chiesa di Santo Stefano, venne costruito un tempio dedicato a Iside.
La città fu dotata dai romani anche di un acquedotto, proveniente dal fiume Setta a 18 km di distanza, ripristinato nell'Ottocento e tuttora funzionante. L'acqua sgorgava in città attraverso fontane, alcune delle quali monumentali, come quella a forma di ninfeo ritrovata fra via Orefici e via Rizzoli nel 1912 durante gli scavi per la costruzione di Palazzo Ronzani.

## I confini
I confini della città erano definiti da torrenti e canali.
A est, il confine era segnato dal torrente Aposa. Partiva dall'incrocio di via Righi e via Oberdan e scendeva lungo le vie Marsala, Valdonica, dell'Inferno, dè Giudei, attraversava via Rizzoli, poi ancora per via Caprarie, dè Toschi fino a Piazza Minghetti.
A sud c'era un canale artificiale che prendendo le acque dall'Aposa, partiva da piazza Minghetti e poi scorreva lungo le vie Farini, Carbonesi, Barberia fino all'incrocio con piazza Malpighi.
A ovest, in piazza Minghetti il rio Vallescura si incrociava con il canale a sud e poi scorreva lungo via Marconi fino a Riva Reno.
A nord segnava il confine un fossato artificiale che andava da via Riva Reno fino all'incrocio fra via Righi e via Oberdan.